# Cartoon Network: Block Party
Cartoon Network: Block Party es un juego de fiesta al estilo arcade de 2004 lanzado para Game Boy Advance, desarrollado por el estudio americano Monkeystone Games y One Man Band LLC, y distribuido por Majesco Entertainment. Cuenta con personajes de series animadas originales de Cartoon Network tales como Johnny Bravo, Ed, Edd y Eddy, Coraje el perro cobarde y La vaca y el pollito. La recepción crítica fue en gran parte negativa.

## Trasfondo
Cartoon Network: Block Party fue anunciado por Majesco el 15 de abril de 2003. Tras su anuncio, el vicepresidente de marketing de Majesco, Ken Gold, dijo que «Cartoon Network Block Party complementa nuestro inminente lanzamiento de Cartoon Network Speedway, y es una fuerte incorporación al repertorio de Majesco de títulos licenciados de calidad para la audiencia de la Game Boy Advance».
El juego fue lanzado en los Estados Unidos el 5 de agosto de 2004, y en Europa y Oceanía el 15 de septiembre de 2004. En los comercios, el juego a menudo era empaquetado junto con Cartoon Network Speedway.

## Jugabilidad
La jugabilidad es similar a la serie de videojuegos Mario Party de Nintendo. Los jugadores podrán jugar en lugares de los shows de Cartoon Network en un tablero. También tendrán la posibilidad de jugar hasta 30 minijuegos basados en las series de Cartoon Network. El jugador puede escoger cualquier personaje de Cartoon Network que quiera.

## Trama
Vaca y Pollito han ido a una granja y, luego de haber comido muchas papas, sus padres sugieren que coman algunas proteínas. Ellos quieren su comida proteica favorita: traseros de cerdo. En este tablero, el jugador deberá conseguir cuatro traseros de cerdo antes de volver al punto de partida y ganar.
Luego, en el mundo de Ed, Edd y Eddy, Eddy quiere ganar en una competencia de skateboard. Doble D duda que Eddy tenga oportunidad. El jugador deberá recolectar tres trofeos y 50 dólares antes de regresar al punto de partida y ganar.
Después, en el mundo de Johnny Bravo, Johnny se encontraba probando su suerte con las chicas cuando llega Carl. Resulta que él tiene una cita, y Johnny quiere ayudarlo a prepararse. El jugador deberá recolectar un pastel, crema de pelo, un corn dog, una remera negra, y por lo menos 50 dólares antes de regresar al punto de partida y ganar.
Por último, en el mundo de Coraje, Justo y Muriel se encuentran atrapados en la mansión del malvado Katz. Coraje entra en la mansión para tratar de salvarlos. El jugador deberá recolectar tres arañas y 75 telarañas antes de regresar al punto de partida y ganar.